# Gianni Guigou
Pour les articles homonymes, voir Guigou.
Gianni Guigou, né le 22 février 1975 à Nueva Palmira, est un footballeur uruguayen jouant au poste de milieu de terrain sur le côté droit. 

## Biographie
En 2000, il quitte le Nacional et signe à la Roma. De 2006 à 2009, il joue à Trévise en Serie B.

## Carrière
- 1994-2000 :  Nacional
- 2000-2003 :  AS Rome
- 2003-2004 :  AC Sienne
- 2004-janv.2006 :  AC Fiorentina
- Janv. 2006-2009 :  Trévise FC
- 2009-2010 :  Nacional

## Équipe nationale
- 41 sélections en équipe d'Uruguay entre 1999 et 2004.
- 2 matches joués lors de la coupe du monde 2002 (titulaire contre le Danemark et entré en cours de jeu contre la France).